# 迪穆蘭群島
66°37′S 140°4′E / 66.617°S 140.067°E
迪穆蘭群島是南極洲的群島，位於阿黛利地，屬於地質學群島的一部分，法國探險家儒勒·迪蒙·迪維爾率領的探險隊在1840年1月22日踏足該群島。